# War Dogs
War Dogs ist eine schwarze Komödie von Todd Phillips aus dem Jahr 2016. Das Drehbuch, das von Phillips, Jason Smilovic und Stephen Chin verfasst wurde, basiert auf wahren Ereignissen und nutzt einen in der Zeitschrift Rolling Stone erschienenen Artikel von Guy Lawson als Vorlage. Der Film zeigt die Hauptdarsteller Jonah Hill und Miles Teller als Waffenhändler, die unerwartet einen Auftrag der US-amerikanischen Regierung erhalten, die Afghanische Nationalarmee mit Waffen zu versorgen.
Seine Premiere hatte der Film am 3. August 2016 in New York City, der offizielle Kinostart war am 19. August. In Deutschland startete er am 29. September 2016.

## Handlung
Im Jahr 2005 lebt David Packouz mit seiner Freundin Iz in Miami und arbeitet als Physiotherapeut. Sein Versuch, hochwertige Bettlaken an Altenheime zu verkaufen, scheitert und er bleibt auf einem riesigen Stapel Laken und Schulden sitzen. Als Iz schwanger wird, will David sein Einkommen verbessern. Da kommt es gelegen, dass ihm sein alter Schulfreund Efraim Diveroli anbietet, in dessen Waffenhandelsfirma AEY einzusteigen. Efraim erklärt David, dass die US-Regierung neuerdings sämtliche Beschaffungsaufträge auf einer Website öffentlich ausschreibe. Neben den großen Rüstungsaufträgen gebe es genügend kleinere Ausschreibungen, auf die sich auch kleine Unternehmen bewerben dürfen.
Ihre erste Bewährungsprobe ist eine Ladung Berettas, die nach einer Gesetzesänderung nicht mehr direkt von Italien in den Irak geliefert werden darf. In der Folge schmuggeln Efraim und David ihre Lieferung von Amman, wo diese festsitzt, auf dem Landweg nach Bagdad. Nach diesem Anfangserfolg wächst ihr Geschäft und erreicht eine neue Größenordnung, als sie einen Rüstungsauftrag für Afghanistan mit einem Volumen von 300 Millionen US-Dollar gewinnen. Hierbei soll die Afghanische Nationalarmee mit 100 Millionen Schuss AK-47-Munition ausgerüstet werden. Um der Überprüfung durch das Pentagon standzuhalten, fälschen sie ihre Buchhaltung und Bankbelege der vergangenen drei Jahre. Da ihre vorhandene logistische Infrastruktur für einen Auftrag dieser Größe nicht ausreicht, benötigen sie die Mithilfe des internationalen Waffenhändlers Henry Girard, der auf einer amerikanischen Terrorliste steht und deshalb selbst kein Geschäft mit der US-Regierung betreiben darf. Girard verschafft den Jungunternehmern Zugang zu albanischen Beständen aus der Zeit des Kalten Krieges, die wegen Albaniens NATO-Beitrittsverhandlungen eigentlich entsorgt werden müssten. 
Als David in Albanien eintrifft, um den Transport der Munition mittels Frachtflugzeugen zu organisieren, muss er feststellen, dass die Munition aus chinesischer Produktion stammt, was das Pentagon wegen eines Embargos gegen China nicht akzeptieren würde. Efraim hat die rettende Idee: Mithilfe eines albanischen Verpackungsherstellers lassen sie die Munition aus den Metall- und Holzkisten in neutrale, wesentlich leichtere Plastik- und Pappverpackungen umpacken, wodurch sie nebenbei weitere Millionen durch geringere Transportkosten einstreichen. Dann erfährt Efraim, dass Girard an dem Geschäft mehr als vermutet mitverdient und versucht trotz Davids Protest, Girard aus dem Geschäft zu drängen. Hierauf verschwindet Davids albanischer Verbindungsmann Bashkim spurlos. Girard lässt David entführen und zusammenschlagen und bedroht ihn mit vorgehaltener Pistole. David reist daraufhin zurück nach Miami, da er aussteigen und sich von Efraim auszahlen lassen will. Dieser hat jedoch in der Zwischenzeit Davids Exemplar ihres Partnervertrages vernichtet, so dass David leer dasteht und mit Efraim im Streit auseinandergeht. Er versöhnt sich mit seiner Frau, die ihn zwischenzeitlich verlassen hatte, als sie feststellen musste, welchen Geschäften er heimlich nachging, und arbeitet wieder als Physiotherapeut.
In der Zwischenzeit meldet der albanische Verpackungshersteller sie an die US-Behörden, da Efraim ihn noch immer nicht bezahlt hat. Das FBI schickt Ralph Slutzky, der AEY mit Finanzspritzen Starthilfe gegeben hatte, mit einem Abhörgerät verkabelt als „Vermittler“ zu David und Efraim, die den Ermittlern so die benötigten Beweise liefern. Die beiden werden festgenommen und verurteilt – Efraim zu vier Jahren Gefängnis, David zu sieben Monaten Hausarrest. Offiziell wird die Angelegenheit als „Fallstudie“ des Vergabeverfahrens für Rüstungsaufträge betrachtet. Schließlich wird David von Girard zu einem Treffen bestellt. Dieser entschuldigt sich für die Entführung in Albanien und bedankt sich, dass David ihn bei seinem Geständnis unerwähnt ließ. Als David ihn nach dem Schicksal von Bashkim fragt, übergibt Girard ihm einen Koffer voll Geld aus seinem Anteil am Afghanistan-Geschäft mit dem Hinweis, keine weiteren Fragen zu stellen.

## Produktion

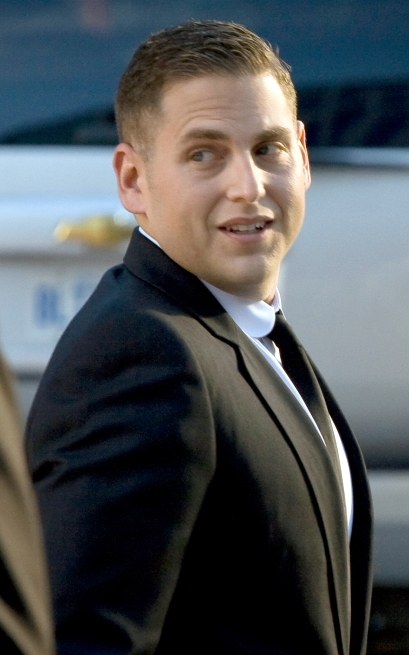
Jonah Hill stellt Efraim Diveroli dar

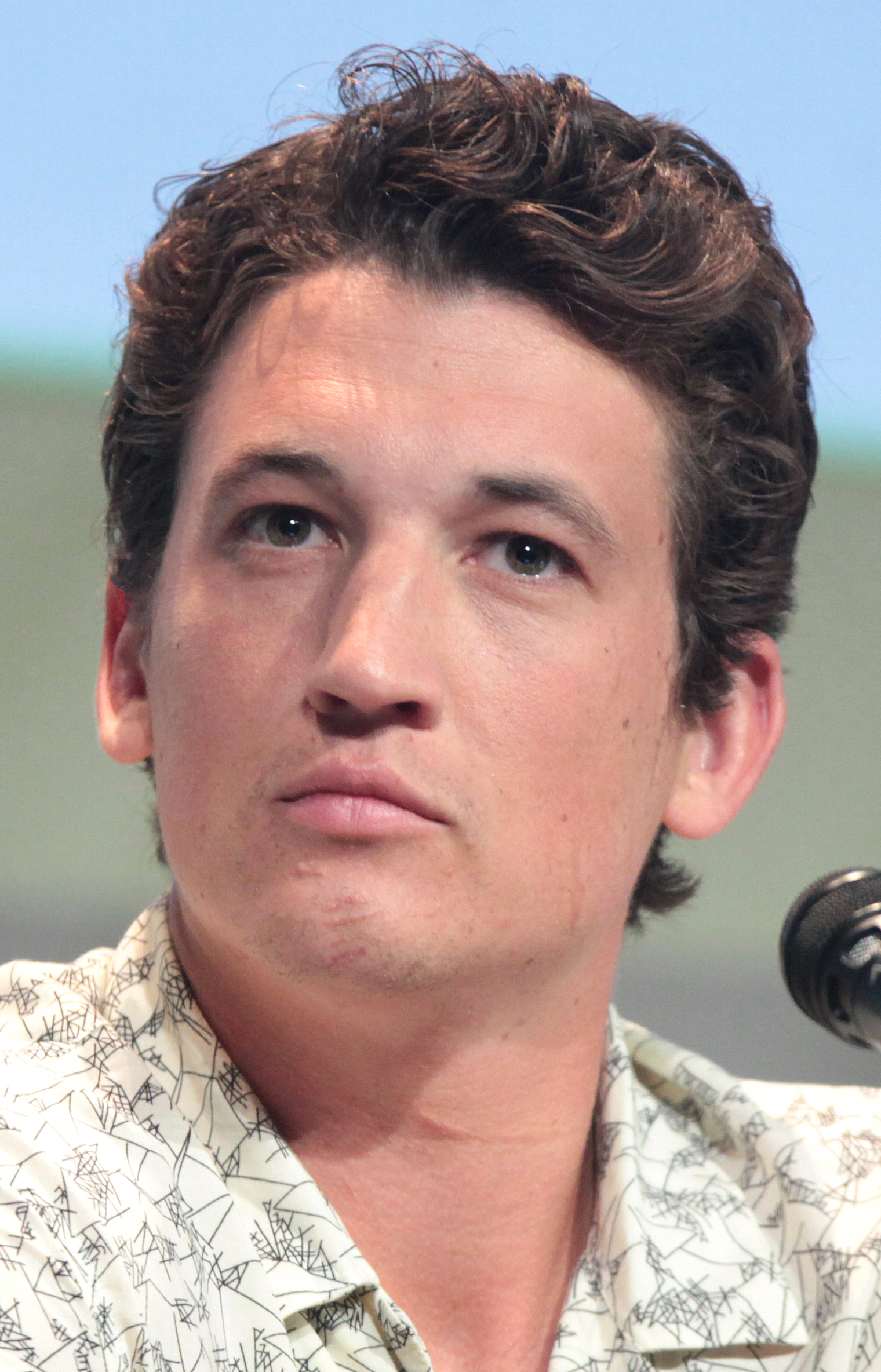
Miles Teller porträtiert David Packouz

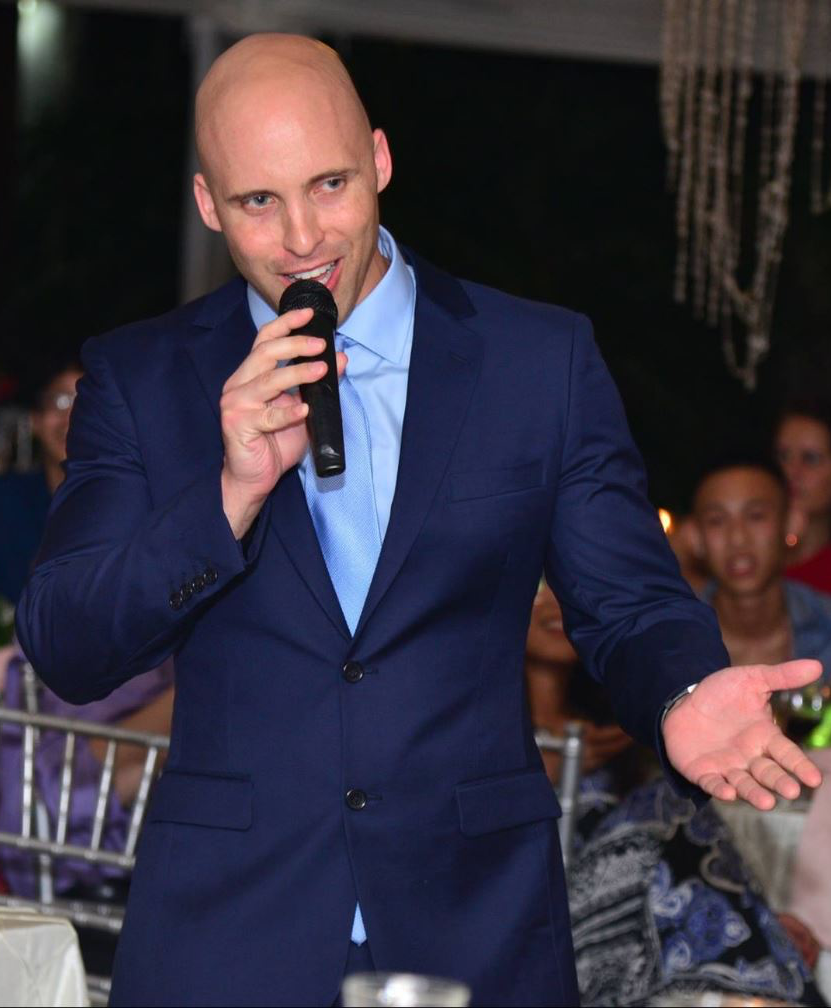
David Packouz (2015)

### Grundlage
Der Film basiert auf wahren Ereignissen und handelt von den zwei jungen Waffenhändlern Efraim Diveroli und David Packouz, die mit ihrem Waffenhandel AEY einen Vertrag in Höhe von 298 Mio. US-Dollar mit der amerikanischen Regierung abschlossen und später wegen Missachtung der Vertragsbedingungen angeklagt und verurteilt wurden.
Diveroli übernahm 2004 von seinem Vater die kleine Briefkastengesellschaft AEY Inc., der das Unternehmen zuvor als Druckereibetrieb geführt hatte. Er firmierte das Unternehmen zu einem Waffenhandel um und begann schnell, sich einen Namen in der Branche zu machen. 2005 heuerte Diveroli seinen Freund David Packouz für die Firma an und zusammen suchten die beiden im Internet auf offiziellen Regierungsseiten nach Ausschreibungen im Bereich Rüstungsgüter. Das Angebot war groß, da während des Kalten Krieges große Mengen an Rüstungsgütern nach Osteuropa geschafft worden waren, diese jedoch dort nicht mehr benötigt wurden. AEY wurde bekannt dafür, große Konkurrenten mit unschlagbaren Preisen zu unterbieten und so eine große Anzahl der Aufträge zu erhalten. Ende 2006 hatten die beiden bereits über 10 Mio. US-Dollar Umsatz erzielt.
Anfang 2007 machte schließlich das Verteidigungsministerium der Vereinigten Staaten dem Unternehmen ein Angebot in Höhe von 298 Mio. US-Dollar, die verbündete Afghanische Nationalarmee für den Krieg gegen den Terror mit Waffen und Munition zu versorgen. In Albanien fanden Diveroli und Packouz die nötigen Rüstungsgüter, die ursprünglich aus China stammten. Aufgrund eines bestehenden US-Embargos gegen chinesische Militärgüter war im Vertrag jedoch ein Verbot für ebendiese festgehalten worden. Obwohl Diveroli und Packouz von der Herkunft der Waffen wussten, versuchten sie trotzdem, sie – getarnt als Waffen des albanischen Militärs – an die afghanische Armee zu liefern. Dies flog jedoch auf und im Januar 2011 wurden die beiden wegen Betrugs angeklagt. Diveroli wurde zu vier Jahren Haft verurteilt, Packouz zu sieben Monaten Hausarrest.
Die Geschichte wurde von dem Journalisten Guy Lawson aufgegriffen und 2011 in der Zeitschrift Rolling Stone veröffentlicht. Lawson hat die Geschichte mittlerweile zudem in einem Buch mit dem Titel Arms and the Dudes (englisch etwa für „Waffen und die Jungs“) niedergeschrieben.

### Besetzung
Für die Hauptrollen waren ursprünglich Jesse Eisenberg und Shia LaBeouf vorgesehen.

### Dreharbeiten
Die Dreharbeiten begannen am 2. März 2015 in Rumänien. Gedreht wurde außerdem in Burbank, Kalifornien, und im Mai 2015 in Miami, Florida.

### Veröffentlichung
Der von Green Hat Films, The Mark Gordon Company und RatPac-Dune Entertainment produzierte und von Warner Bros. vertriebene Film kam am 19. August 2016 in die amerikanischen und am 29. September 2016 in die deutschen Kinos.

## Rezeption

### Kritik
Der Film wurde von Kritikern positiv bewertet. Auf Rotten Tomatoes hält er eine Bewertung von 62 %, basierend auf 237 gewerteten Stimmen und einer Durchschnittsbewertung von 6/10. Die Website Metacritic bewertet War Dogs mit 57 von 100 möglichen Punkten, basierend auf 41 Kritiken.
Frank Schnelle von filmstarts.de vergab 3,5 von 5 Sternen und befand in seinem Fazit: „Von Todd Phillips elegant inszenierte, auf schier unglaublichen Tatsachen basierende Komödie, die das Rad nicht neu erfindet, aber bestens unterhält.“ Der Filmdienst urteilte: „Das moralisch-satirische Potenzial des Stoffes löst sich in der Ironie eines unverbindlichen Feel-Good-Movies […] allzu schnell auf.“

### Einspielergebnis
Der Film konnte ein Einspielergebnis von rund 86 Millionen US-Dollar erzielen.

## Trivia
Der „echte“ David Packouz hat einen Cameoauftritt als Sänger im Altersheim „Hilldale Home“, während sein filmisches Pendant (gespielt von Miles Teller) versucht, dem Heimleiter Bettwäsche zu verkaufen. Der Film enthält einige Bezüge zu dem Film Scarface von Brian De Palma: Diveroli hat ein Gemälde von Al Pacino in der Rolle des Scarface in seinem Büro und lässt „The world is yours“ in ein Geschenk für Packouz eingravieren. Wie auch in Scarface beinhaltet die Handlung einen kometenhaften Aufstieg und eine an Größenwahn gescheiterte Freundschaft.